# Milan Bartovič
Milan Bartovič (* 9. April 1981 in Trenčín, Tschechoslowakei) ist ein ehemaliger slowakischer Eishockeyspieler, der mit der Slowakei 2012 Vizeweltmeister wurde. Seit 2022 ist er Trainerassistent beim HC Dukla Trenčín.

## Karriere
Milan Bartovič begann seine Karriere als Eishockeyspieler in seiner Heimatstadt in der Nachwuchsabteilung des HC Dukla Trenčín, in der er bis 1999 aktiv war. Anschließend wurde er im NHL Entry Draft 1999 in der zweiten Runde als insgesamt 35. Spieler von den Buffalo Sabres ausgewählt, für die er allerdings nie spielte. Stattdessen lief er von 1999 bis 2001 in der kanadischen Juniorenliga Western Hockey League für die Tri-City Americans und die Brandon Wheat Kings auf. Von 2001 bis 2005 stand er in der American Hockey League für die Rochester Americans auf dem Eis, wobei er von 2002 bis 2004 auch in insgesamt 26 Spielen für deren Kooperationspartner Buffalo Sabres in der National Hockey League zum Einsatz kam.
In der Saison 2005/06 spielte Bartovič parallel für die Chicago Blackhawks in der NHL und deren Farmteam, die Norfolk Admirals in der AHL. Anschließend kehrte er nach Europa zurück, wo er in der folgenden Spielzeit für die Malmö Redhawks in der schwedischen Elitserien und die ZSC Lions in der Schweizer National League A antrat. Von 2007 bis 2010 stand der Nationalspieler bei Bílí Tygři Liberec in der tschechischen Extraliga unter Vertrag, mit dem er in seinem letzten Jahr erst im Playoff-Halbfinale ausschied.
Für die Saison 2010/11 wurde Bartovič von Atlant Mytischtschi aus der Kontinentalen Hockey-Liga verpflichtet, kehrte aber am Jahresende 2010 nach Tschechien zurück und unterschrieb einen Dreijahresvertrag bei den Bílí Tygři Liberec. Nachdem er von 2012 bis 2016 für den HC Slovan Bratislava in der KHL gespielt hatte (und 2014 für das KHL All-Star Game nominiert worden war), ging er erneut nach Liberec zurück. 2018 war er zeitweise an den HC Vítkovice ausgeliehen. Anschließend zog es ihn zu seinem Heimatverein Dukla Trenčín, wo er 2020 seine Karriere beendete.
Seit 2022 ist er Trainerassistent beim HC Dukla Trenčín.

### International
Für die Slowakei nahm Bartovič im Juniorenbereich an der U18-Junioren-Weltmeisterschaft 1999, als er mit dem Team die Bronzemedaille gewann und selbst in das All-Star-Team gewählt wurde, sowie den U20-Junioren-Weltmeisterschaften 2000 und 2001 teil. 
Im Seniorenbereich stand er im Aufgebot seines Landes bei den Weltmeisterschaften 2006, 2009, 2010, 2012, als er mit seiner Mannschaft Vizeweltmeister wurde, und 2015. Bei der WM 2010 in Deutschland war er erstmals Assistenzkapitän der A-Nationalmannschaft. Zudem spielte er bei den Olympischen Winterspielen in Sotschi 2014.

## Erfolge und Auszeichnungen
- 1999 Bronzemedaille bei der U18-Junioren-Weltmeisterschaft
- 1999 All-Star-Team der U18-Junioren-Weltmeisterschaft
- 2012 Silbermedaille bei der Weltmeisterschaft
- 2014 Teilnahme am KHL All-Star Game

## Statistik
(Stand: Ende der Saison 2019/20)